# Hajdu Klára (énekesnő)
Hajdu Klára (Szeged, 1982. június 3. –) magyar énekesnő.

## Élete
Óvodás korában kezdett zenét tanulni, majd zenei általános iskolában folytatta tanulmányait és zeneiskolában tanult zongorázni. Énekelt kórusban és részt vett énekversenyeken is. Szülei már gyermekkorában megismertették vele a jazz muzsikát. 15 éves korában kezdett jazz éneklést tanulni Szegeden a HAMMIDO Alapfokú Könnyűzeneiskolában Szabó Adrienntől. 2000-től lett aktív zenész.

## Zenei karrier
2001-ben a SONY MUSIC és a BRAVO közös tehetségkutatóján szólóének kategóriában első, összesítettben harmadik helyezett lett.
Székesfehérváron a Dr. Lauschmann Gyula Zeneművészeti Jazz Szakközépiskolában végzett jazz-ének szakon 2005-ben. Tanárai voltak Pocsai Kriszta, Pély Barnabás és Kiss Noémi.
Ezalatt több zenekarban énekelt, vokálozott. A TV2 Megasztár 1. szériájában az első 16 versenyző között végzett.
2003-ban megkeresték, legyen a női hangja Magyarország egyik legnépszerűbb jazz-zenekarának, a Balázs Elemér Groupnak, ahol Winand Gábor mellett énekel. 2 aranylemezt, egy Fonogram díjat, Magyarország és Európa számos nagyvárosában (Pozsony, Prága, Bécs, Oradea, München, Berlin, Róma, Párizs, Oslo, Glasgow London, Madrid…) telt házas koncerteket tudhatnak együtt maguk mögött.
Saját zenekara a Hajdu Klára Quartet 2008-ban alakult, melynek tagjai Balázs József zongorista, Soós Márton nagybőgős és Cseh Balázs dobos.
2009-ben énekelt Pacsovszky József A vágyakozás napjai című filmjében, amely elnyerte a 41. Magyar Játékfilmszemle Arany Mikrofon-díját. A filmzenét Bacsó Kristóf szerezte.
2009-ben diplomázott a Liszt Ferenc Zeneművészeti Egyetem jazzének szakán Berki Tamás, Lakatos Ágnes és Holczer Irma növendékeként.
Olyan nevekkel dolgozott együtt, mint Nuria Rial (E), Tim Ries (USA), Oláh Kálmán, Szakcsi Lakatos Béla, Szakcsi Lakatos Béla Jr., Dés László, Dés András, Barcza Horváth József, Lukács Miklós, Borbély Mihály, László Attila, Berki Tamás, Malek Andrea, Walter Lochmann (A), Latmann Béla, Bacsó Kristóf, Palya Bea, Szalóki Ági, Juhász Gábor, Glaser Péter, Harcsa Veronika, Gereben Zita, Micheller Myrtill, Transform Quintett, Lakatos Ágnes, Márkus Tibor, Csuhaj Barna Tibor, Jeszenszky György, Zana Zoltán, Szirtes Edina Mókus, Fabula Rasa, Nikola Parov, Csík zenekar, Herczku Ági, Voces4, Fenyvesi Márton, Oliver Bader (R), Egri János, Peczek Lakatos Krisztián, Oláh Tzumo Árpád, Jelinek Emil (Emilio), Szolnoki Péter, Four Bones, Chameleon Jazz Band, Balkan Fanatik…
Tanított többek közt a Budai Művészképzőben, a Lamantin Improvizációs táborban, hangképzője volt a II. Rákóczi Ferenc Fővárosi Gyakorló Közgazdasági Szakközépiskola kórusának.
2009 szeptemberétől a budapesti Tóth Aladár Zeneiskolában tanít jazz-éneklést.
2010 novemberétől a Talentum Nemzeti Kisebbségi Alapfokú Művészetoktatási Intézmény, Táncművészeti és Zeneművészeti Szakképző Iskola ének tanára.
2010 novemberében megjelent Klára első önálló albuma Ajándék címmel, amely magyar nyelvű tradicionális karácsonyi dalokat tartalmaz jazzes hangszerelésben. Olyan kiváló muzsikusok szerepelnek a korongon, mint Balázs József, Balázs Elemér, Barcza Horváth József, Farkas Norbert, Lamm Dávid és Zana Zoltán.
"Különleges és egyedi vállalás a tradicionális dalok jazzes hangszerelése, a végeredmény pedig igen kellemes a fülnek és a szívnek egyaránt." (moksha.hu)
"Íme egy lemez, mely végre nem hivalkodik, hanem békét, nyugalmat hoz és bearanyozza az ünnepet!" (Szolnoki Péter – zene.hu)
2011 őszén a Balkan Fanatik felkérte Klárát, közreműködjön "Ölelj magadhoz" című albumán, és ezzel új színt visz a zenekarra jellemző eklektikus zenei világba.
2011 karácsonyán megjelent első közös duettje Szolnoki Péterrel, Az első karácsony című '95-ös Bon-Bon dal Révész Richárd által újrahangszerelt verziója. Révész Richárd zongorázik, Dennert Árpád szaxofonozik, Barcza Horváth József bőgőzik és Kaszás Péter dobol a felvételen.
2012 elején megújult a Hajdu Klára Quartet. A zenekar két alapító tagja Balázs József és Cseh Balázs helyett Neumann Balázs zongorista és Hoff Marcell dobos csatlakozott a zenekarhoz.
Klára az eddig elért sikerei után saját zenekarával, a Hajdu Klára Quartettel, stílusához a legjobban illő zenésztársaival megvalósítja ötleteit. Repertoárjukban saját kompozíciók és jazz standardek mellett magyar örökzöldek, népdalok és popzenei feldolgozások is hallhatók.
2012 szeptemberében Klára a Vienna Konservatorium Budapest Zeneművészeti Tanárképző Főiskola, a bécsi Vienna Konservatorium budapesti kihelyezett tagozatának jazz-ének tanára lett.
2012 novemberében 9 sikeres és termékeny év után kilépett a Balázs Elemér Groupból, hogy szólókarrierjét építse és kvartettjével saját zenei elképzeléseit megvalósítsa.
2018. december 3-án bejelentették, hogy a Duna eurovíziós dalválasztó műsorába, A Dal 2019-be bejutott a You're Gonna Rise című dalával.

## Diszkográfia
- Megasztár – Ki lesz 2004 hangja?, 2004
- Balázs Elemér Group – Refracting Sounds, 2004, BMC
- Balázs Elemér Group – Magyar Népdalok, 2005, X-Produkció
- Vida József és a Fülig Jam – Akarsz-e játszani?, 2006
- Balázs Elemér Group – Early Music, 2007, X-Produkció
- A Muzsikus Világa 2008- "Énekesnők, csodásak..." 2008
- Balázs Elemér Group – Memories, 2009, X-Produkció
- Oliver Bader – Make Your Life Better, 2009
- Hajdu Klára – Ajándék, 2010
- The Balkan Fanatik – Ölelj magadhoz, 2011

## Külső hivatkozások
- Hivatalos honlapja
- Facebook-Hajdu-Klára
- Balázs Elemér Group hivatalos honlapja
- Hajdu Klára hivatalos myspace oldala
- Muzsikus Produkciós Iroda ajánlása
- Művészportré